# Dominique Gros
Pour les articles homonymes, voir Gros.
Dominique Gros, né le 2 janvier 1943 à Riom (Puy-de-Dôme), ingénieur environnement et homme politique français, membre du Parti socialiste, maire de Metz de 2008 à 2020 et conseiller départemental de la Moselle entre 1998 et 2021.

## Situation personnelle

### Jeunesse et formation
Fils d'un officier de cavalerie, Dominique Gros naît à Riom, où son père est en garnison. Il passe son baccalauréat au prytanée national militaire de La Flèche. Après math’sup et math’spé, il entre à l’Institut national des sciences appliquées de Rouen[réf. nécessaire] dont il sort diplômé en 1966. Il est vice-président de l’Association générale des étudiants de Rouen.

### Carrière professionnelle
Marié en 1967 avec une institutrice et père de quatre enfants, il est professeur de mathématiques dans une école normale d’instituteurs au Tchad, au titre de la coopération puis ingénieur de production dans une usine de la Manche en 1968.
En 1972, il intègre l’Agence de l’eau Rhin-Meuse dont il deviendra sous-directeur, chargé de la lutte contre les pollutions industrielles et agricoles.
Fondateur du Syndicat national de l'environnement (SNE) en 1973 (affilié à l'époque à la CFDT), il en est le premier secrétaire national.
Il est par ailleurs président de l’IUT de Metz et administrateur de l’université Paul Verlaine de Metz.
Ancien auditeur de l’Institut des hautes études de Défense nationale, ce fils de militaire est passionné par le passé militaire de Metz. Il est également très attaché  au patrimoine local de Metz et en particulier  à sa cathédrale. En 2016, il rédige la préface d'un ouvrage sur les vitraux de Roger Bissière de la cathédrale Saint-Étienne de Metz.

## Carrière politique
Adhérent du Parti socialiste depuis sa création en 1971, il est élu pour la première fois au conseil municipal de Metz en 1983 dans l’opposition sur la liste menée par Jean Laurain. Il est ensuite tête de liste du PS en 1989, 1995, 2001 et 2008.
De 1989 à 1995, il est adjoint au maire chargé des sports de Jean-Marie Rausch, alors maire de Metz et ministre d'ouverture de François Mitterrand.
En 1997, il devient suppléant du député Gérard Terrier. L'année suivante, il est élu simultanément conseiller régional de Lorraine et conseiller général du canton de Metz-Ville-1, mais démissionne de ce premier mandat, bien que la législation sur le cumul des mandats ne l'y oblige alors pas. Il est réélu conseiller général en mars 2004 avec 63,6 % des suffrages et devient président du groupe socialiste au Conseil général de la Moselle. Devancé au premier tour par la candidate du FN, Françoise Grolet lors des élections cantonales de mars 2011, il est réélu conseiller général au second tour avec 54,9 % des suffrages.
Secrétaire de section du PS de Metz-Nord, il fonde en 1975 Le Chardon, journal socialiste trimestriel militant qu’il dirige jusqu'en mars 2008.

### Maire de Metz
Le 25 octobre 2007, il est choisi par les socialistes de Metz pour mener une liste d'ouverture et de rassemblement de la gauche aux élections municipales de 2008.
Au second tour, il remporte les élections municipales avec 48,28 % des 37 512 voix exprimées lors d'une triangulaire qui l'oppose aux listes de Jean-Marie Rausch (UMP), qui obtient 27,41 % et Marie-Jo Zimmermann (DVD) avec 24,31 %. Le vendredi suivant, 21 mars, le nouveau conseil municipal l'élit maire, le premier de gauche à Metz depuis l'instauration du suffrage universel masculin en 1848. Il est réélu le 30 mars 2014 avec 43,22 % des 37 036 voix exprimées lors d'une triangulaire qui l'oppose cette fois à Marie-Jo Zimmermann (UMP), qui recueille 41,14 %, et Françoise Grolet (FN) avec 15,63 %. La droite reste majoritaire à Metz, seule sa division permet l'élection par deux fois de Dominique Gros.
En mars 2015, il est réélu conseiller départemental du canton de Metz-1 en tandem avec Patricia Sallusti. Ils ont pour suppléants Françoise Ferraro et Hacène Lekadir.
Lors de la primaire de la gauche en janvier 2017, il se rallie à Manuel Valls.
Pour l'élection présidentielle de 2017, il admet avoir voté « dès le 1er tour » pour Emmanuel Macron et non pour le candidat socialiste Benoît Hamon.
En septembre 2017, il annonce qu'il ne se représentera pas aux élections municipales de 2020, ajoutant en octobre 2018 que sa décision est définitive.

## Affaire judiciaire
Le 21 juin 2017, le Républicain lorrain révèle que la ville de Metz a mis en vente « sans trop de publicité » l’un de ses plus prestigieux immeubles, d'une superficie de 2 900 m², donnant sur la place de la Comédie, accolé à l’Opéra théâtre, avec pour objectif d’en faire un hôtel de standing, un investisseur local bien connu étant sur les rangs.
Le 25 juin 2017, un lanceur d’alerte publie sur son compte twitter le procès-verbal d’une assemblée générale d’actionnaires révélant que Dominique Gros et l’investisseur en question sont tous deux actionnaires de la société de droit luxembourgeois du fils du maire de Metz,, information corroborée par le Républicain lorrain le 28 juin 2017. Interrogé par les journalistes sur le conflit d'intérêts potentiel, le cabinet du maire déclare : « le maire n'a aucun lien avec Monsieur Heintz qui est un ami de son fils » et ajoute : « Les deux hommes ne sont pas de la même génération, ils ne se côtoient pas ».
Le 30 juin 2017, Dominique Gros, qui est également président de Metz Métropole Développement (MMD), la structure chargée de la vente de l'immeuble municipal, sort de sa réserve et reconnaît, s'agissant de l'homme d'affaires, qu' « [il] le fréquente au sein du Cercle Charlemagne de Metz », un réseau d'influences dont il est le secrétaire général,. Lors du conseil municipal du 6 juillet 2017, l’opposition demande de surseoir à la vente de l’immeuble, ce que refuse Dominique Gros, acceptant toutefois la création d’une mission d’information et d’évaluation qui, selon le quotidien lorrain, « ne comptera que des membres de la majorité qui auront à investiguer sur les pratiques... d'eux-mêmes ».
Le 1er août 2017, l'association de lutte contre la corruption Anticor annonce avoir saisi la Haute Autorité pour la transparence de la vie publique (HATVP) concernant l'omission de mise à jour de la déclaration d'intérêts du maire de Metz à la suite de son investissement dans une société luxembourgeoise,.
Lors du conseil municipal du 25 janvier 2018, Dominique Gros confirme que la procédure ira à son terme : « J’irai jusqu’au bout de la procédure dans l’intérêt de la ville et dans l’intérêt de la métropole. En aucun, je ne céderai ! Vous ne savez pas à qui vous avez affaire ! ». Il est toutefois contraint de jeter l'éponge en juillet 2018, « la ville et le principal investisseur, le groupe Heintz, n'étant pas parvenus à un accord ».
Le 1er mars 2019, le maire de Metz relance le projet sous la forme d'un bail emphytéotique de 75 ans et non plus d'une vente et le 28 mars 2019, la cession de l'ensemble immobilier de la place de la Comédie au groupe Heintz immobilier est approuvée par la majorité au conseil municipal.
Le 4 février 2020, le Républicain lorrain révèle que Dominique Gros et Xavier Bouvet, le candidat qu’il soutient aux élections municipales de 2020, font l’objet d’une plainte pour prise illégale d’intérêts et recel de prise illégale d’intérêts en lien avec l’octroi d’une subvention de 3 millions d’euros à l’agence municipale Inspire Metz, dont le maire de Metz est le président et Xavier Bouvet le directeur général. La plainte concerne également les conditions dans lesquelles Xavier Bouvet aurait « maquillé en rupture conventionnelle » sa démission d’Inspire Metz « afin de lui permettre de toucher des indemnités et le chômage, de quoi financer sa campagne ». L’intéressé et Dominique Gros se défendent en indiquant que l’indemnité conventionnelle s’élève à « environ 2500 € bruts », soit le minimum légal et « 979 euros de congés payés », donnant lieu à une indemnité ACRE (aide à la création ou à la reprise d'une entreprise) de 2 200 euros mensuels . Les deux plaintes ont été classées sans suite à l'issue de la campagne électorale.
Le 14 décembre 2023, Dominique Gros doit répondre devant le tribunal correctionnel de Metz « du délit de prise illégale d'intérêts dans deux dossiers : celui des subventions accordées à l'agence Inspire Metz et celui de la place de la Comédie »  à la suite de deux plaintes et un signalement de la HATVP. Six à huit mois de prison avec sursis sont requis par le procureur de la République. La décision est mise en délibéré au 18 janvier 2024. Ce jour-là, le tribunal correctionnel de Metz le condamne à 4 mois d’emprisonnement intégralement assortis de sursis, à 10 000 euros d’amende dont 5 000 avec sursis, et à une peine d’inéligibilité de 3 ans.
Dominique Gros est relaxé par la cour d’appel de Metz le 12 décembre 2024 : il voit sa condamnation intégralement annulée après une plaidoirie portée par ses avocats, Bertrand Mertz et Matthieu Guillou. Cette décision, qualifiée de victoire juridique, marque une évolution dans l’interprétation des lois sur la prise illégale d’intérêts, selon la défense. Dominique Gros, très ému après l’annonce, souligne l’impact personnel de cette procédure, évoquant le temps, l’énergie et l’angoisse liés à cette affaire.

## Décorations
- Officier de la Légion d'honneur Il est fait officier de la Légion d'honneur en janvier 2017[34]. Il était chevalier du 9 novembre 2000.
- Chevalier de l'ordre national du Mérite
- Commandeur de l'ordre des Palmes académiques
- Médaille de la Jeunesse et des Sports